# Eduard Just
Eduard Alexander Just (* 10. Dezember 1846 in Marienberg, Sachsen; † 12. Juli 1913 in Wien) war ein deutscher Chemiker, der sich in Österreich als Unternehmer betätigte.
Nach dem Besuch der Gewerbschule Chemnitz studierte Just 1861–1865 am Polytechnikum Dresden und anschließend bis 1867 an der Universität Heidelberg, wo er zum Dr. phil. promovierte. 
Er wirkte als Lehrer an Friedrich Lähnes Erziehungsschule in Ödenburg und ging 1869 als Fabrikchemiker nach Zinkendorf. 
1874 gründete er in Wien die erste österreichische Fabrik für Fotopapier und produzierte zunächst Albuminpapier. Ab 1882 produzierte er auch das von Josef Maria Eder und Giuseppe Pizzighelli (1849–1912) entwickelte Chlorsilbergelatine-Papier und später auch Platin- und Gelatineauskopierpapier. N. Schlotterhoß (1852–1892) erfand 1883 den Kopier- oder Exponierautomaten mit elektrischem Regulator zur massenweisen Herstellung fotografischer Kopien, der bei Just zuerst eingeführt wurde. Nachdem in den 1890ern der Konkurrenzdruck zugenommen hatte, überließ Eduard Just 1908 die Fotopapier-Produktion der Firma von Ferdinand Hrdliczka und nahm die Produktion von Vaseline und Fetten auf. 
Er veröffentlichte einige Arbeiten zum Positiv-Kopierprozess. Sein Neffe war Alexander Just.